# Roberto Molina
Roberto Molina, född den 5 juni 1960 i Spanien, är en spansk seglare.
Han tog OS-guld i 470 i samband med de olympiska seglingstävlingarna 1984 i Los Angeles.